# Igor Ursachi
Igor Ursachi (n. 7 iulie 1962, Chișinău) este un fost fotbalist și actual antrenor de fotbal din Republica Moldova. Din 2025 este antrenorul principal al Spartanii Sportul, din Liga Moldovei.
Deține Licență PRO UEFA de antrenor.

## Palmares
Khazar Lankaran
- Prima Ligă Azeră: 2006-07
- Cupa Azerbaidjanului: 2006-07

Veris Chișinău
- Divizia „B”: 2011–12